# Epitalamio

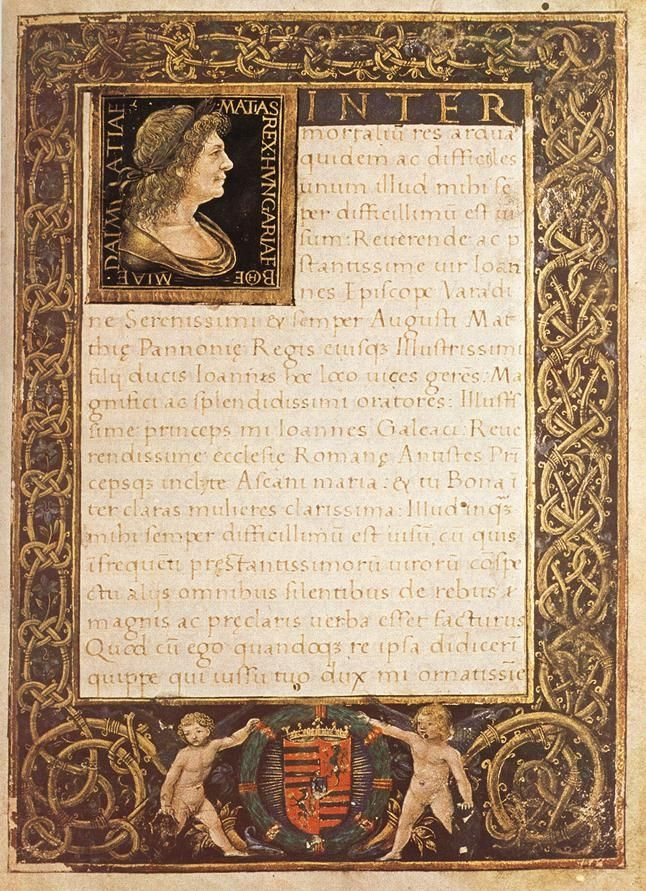
El códice contiene el discurso de bienvenida pronunciado por el senador milanés Marlianus con motivo del compromiso de Giovanni Corvinus y Maria Bianca Sforza.

El epitalamio (del griego ἐπιθαλάμιος ‘nupcial’, de ἐπί ‘encima’ y θάλαμος ‘lecho nupcial’) es un poema lírico, de origen griego imitado después por los romanos, consistente en un canto de boda. Se cantaba regularmente a la puerta de la habitación de los novios por coros de jóvenes y doncellas, acompañados de flautas o de otros instrumentos suaves y armónicos, como liras o arpas. Entre quienes compusieron epitalamios en la antigüedad, se encuentra los poetas griegos Safo y Calímaco y el romano Catulo.

## Historia
El origen de los epitalamios o cantos nupciales es de la mayor antigüedad. En tiempo de David estaba ya en uso entre los hebreos. Otros quieren atribuir su invención a Estesícoro, que floreció en la XVII olimpíada. Pero en aquella época Hesiodo había ya compuesto muchos, entre otros el que fue cantado en las bodas de Tetis y Peleo.
Entre los griegos el epitalamio en un principio no fue más que unas sencilla llamada a Himeneo, cuya palabra pasó a ser después no más que un accesorio del epitalamio, la cual se intercalaba en el poema y con ella expresaban los coros o circunstantes en ciertos períodos los aplausos y votos que hacían a favor de los desposados.

## Epitalamio latino
El epitalamio latino tuvo un origen muy poco diferente del griego. Consistía primero entre los romanos en la aclamación de la palabra Thalassius o Thalassus, que era el dios de las bodas o quizá solamente una sencilla expresión de alegría consagrada a la solemnidad de esta clase de fiestas y que significaba lo mismo que Hymen o Hymenée entre los griegos.
Los versos que se cantaron luego con este motivo fueron los fesceninos, poesías llenas de groserías y obscenidades, los cuales estuvieron en uso hasta el tiempo de Catulo. Este poeta fue el primero de los latinos que tomando por modelo a Safo, sustituyó a la voz Talassius la de Hymeneo de los griegos, y llevó los epitalamios al adelanto y perfección que vemos en sus obras.

## Durante el Renacimiento
Tras la Edad Media, el género fue reabsorbido con otros de inspiración clásica por el Renacimiento, en poetas disímiles como Giovanni Pontano, Juan Segundo, Antonio Agustín, Jerónimo Ramírez, Gabriele Altilio, Giovanni Gigli y Martín Ivarra.

## En la literatura hispanoamericana
Diversos poetas españoles y latinoamericanos han escrito y publicado epitalamios, como Luis de Góngora (un epitalamio suyo figura en la Soledad Primera, del verso 767 al 844), José Joaquín de Olmedo («[Epitalamio] Que cantó en las bodas del señor conde del Villar de Fuente con la señora Pando, [...] Año de 1802»), Francisco Sosa Escalante, Rubén Darío («Epitalamio bárbaro», en Prosas profanas y otros poemas), Julio Herrera y Reissig («Epitalamio ancestral»), Pablo de Rokha (en Los gemidos), Pablo Neruda (en Los versos del capitán), Javier Sologuren (en Folios de el enamorado y la muerte), Carlos Germán Belli, entre otros.
En 1966, Cintio Vitier publicó un libro de poemas titulado Epitalamios, en el que incluye varios textos epónimos.
El escritor español Ramón J. Sender publicó, en 1942, un libro titulado Epitalamio del prieto Trinidad.

## En la actualidad
Los epitalamios no están tan en uso entre nosotros como entre los pueblos antiguos, en especial los orientales. Actualmente es usado para resaltar la solemnidad de un acto cualquiera como bodas, entierros, misas, entre otros cultos.